# Équipe de Yougoslavie des moins de 17 ans de football
Maillots
L'équipe de Yougoslavie de football des moins de 17 ans était constituée par une sélection des meilleurs joueurs yougoslaves de moins de 17 ans sous l'égide de la Fédération de Yougoslavie de football. 
L'équipe a été une fois finaliste du championnat d'Europe des moins de 17 ans. En revanche, elle n'a jamais participé à la Coupe du monde des moins de 17 ans. Cette équipe n'existe plus depuis 1992, à la suite du morcellement du pays.

## Parcours

### Parcours en Championnat d'Europe
- 1982 :  3e
- 1984 :  4e
- 1985 : 1er tour
- 1986 : Non qualifiée
- 1987 : 1er tour
- 1988 : 1er tour
- 1989 : 1er tour
- 1990 :  Finaliste
- 1991 : 1er tour
- 1992 : 1er tour

### Parcours en Coupe du monde
- 1985 : Non qualifiée
- 1987 : Non qualifiée
- 1989 : Non qualifiée
- 1991 : Non qualifiée

## Palmarès
- Championnat d'Europe des moins de 17 ans
  - Finaliste en 1990